# Поле (Архангельская область)
По́ле — деревня в Онежском районе Архангельской области. Входит в состав Чекуевского сельского поселения.

## География
Деревня находится на левом берегу реки Кодина (приток Онеги), к северу от озёр Хечозеро и Янгозеро, на автодороге автодорога «Онега — Вонгуда — Большой Бор — Поле — Щукозерье — Обозерский».

### Часовой пояс
Деревня Поле, как и вся Архангельская область, находится в часовой зоне МСК (московское время). Смещение применяемого времени относительно UTC составляет +3:00.

## История
В 1929 году, после упразднения Чекуевской волости Онежского уезда Архангельской губернии, Польский сельский совет вошёл в состав Чекуевского района Северного края. В 1931 году Чекуевский район был упразднён, деревня вошла в состав Онежского района.

## Население
| 2002 | 2010 | 2012 |
| ---- | ---- | ---- |
| 85   | ↘82  | ↘74  |

## Известные уроженцы
- Иоанникий (Юсов) (1849—1921) — священнослужитель Русской православной церкви, архимандрит.

## Достопримечательности

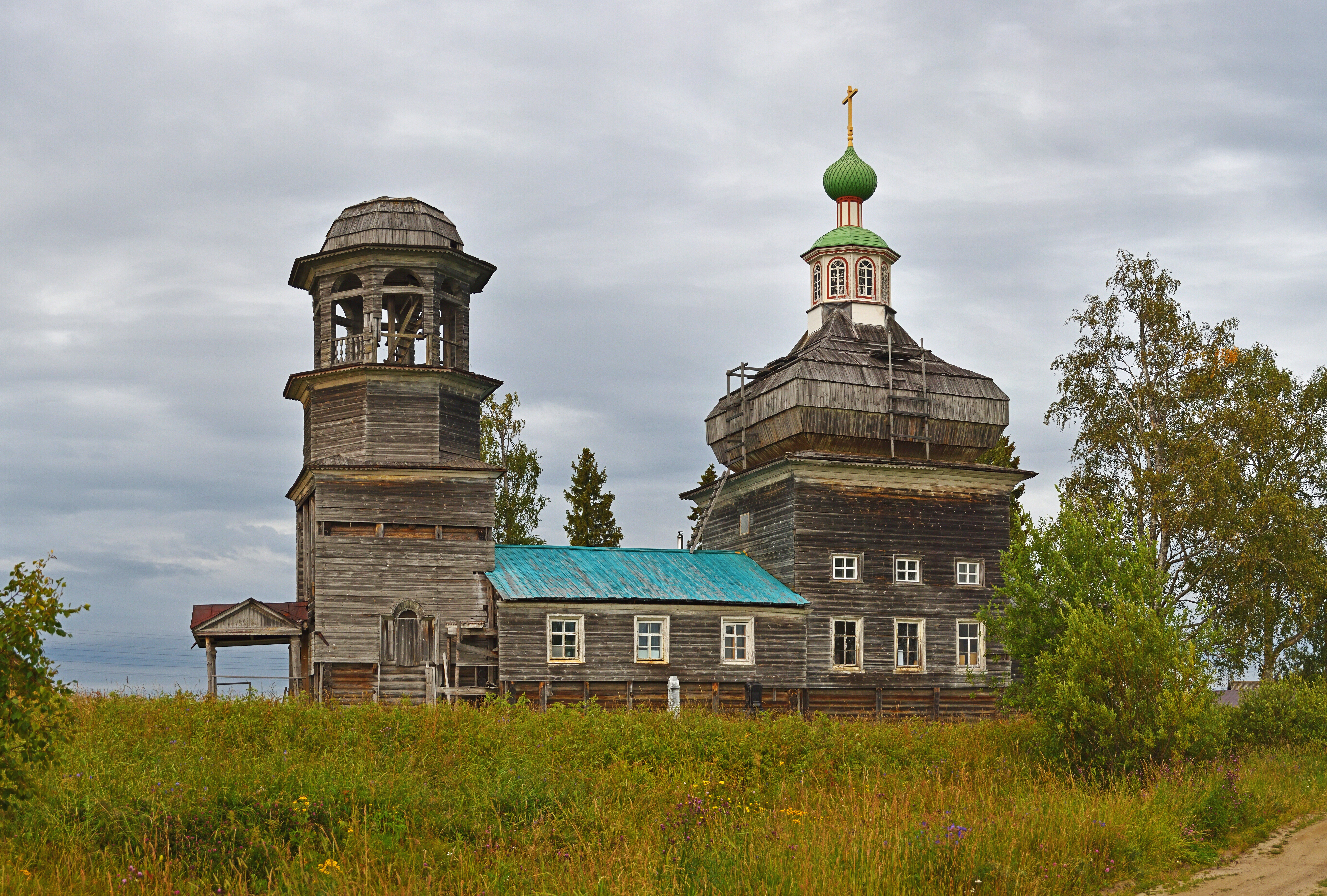
Богоявленская церковь

В деревне находится деревянная Богоявленская церковь (кубоватая, с пристроенной колокольней, 1853 год), отнесённая к памятникам архитектуры Архангельской области. Церковь закрыта не позже 1930-х годов. На 1990 год были утрачены главы церкви и колокольни, местами отсутствовала обшивка; церковь использовалась в качестве склада. С конца 2000-х годов ремонтируется.

## Топографические карты
- Лист карты P-37-III,IV Онега. Масштаб: 1 : 200 000. Указать дату выпуска/состояния местности.
- Топографическая карта Р-37-03_04 Кодино.
- Поле на Wikimapia Архивировано 25 августа 2011 года.
- Поле. Публичная кадастровая карта Архивная копия от 5 марта 2016 на Wayback Machine